# Altemar Dutra Júnior
Altemar Dutra de Oliveira Júnior (São Paulo, 1970) é um cantor brasileiro e campeão sul-americano de kickboxing full-contact.
É filho de Altemar Dutra e Marta Mendonça. É pai de duas filhas: Isabela e Verydiana.

## Discografia
- Transparente  (1997) Velas
- Agora eu sei (2000) Velas